# تویو تایر

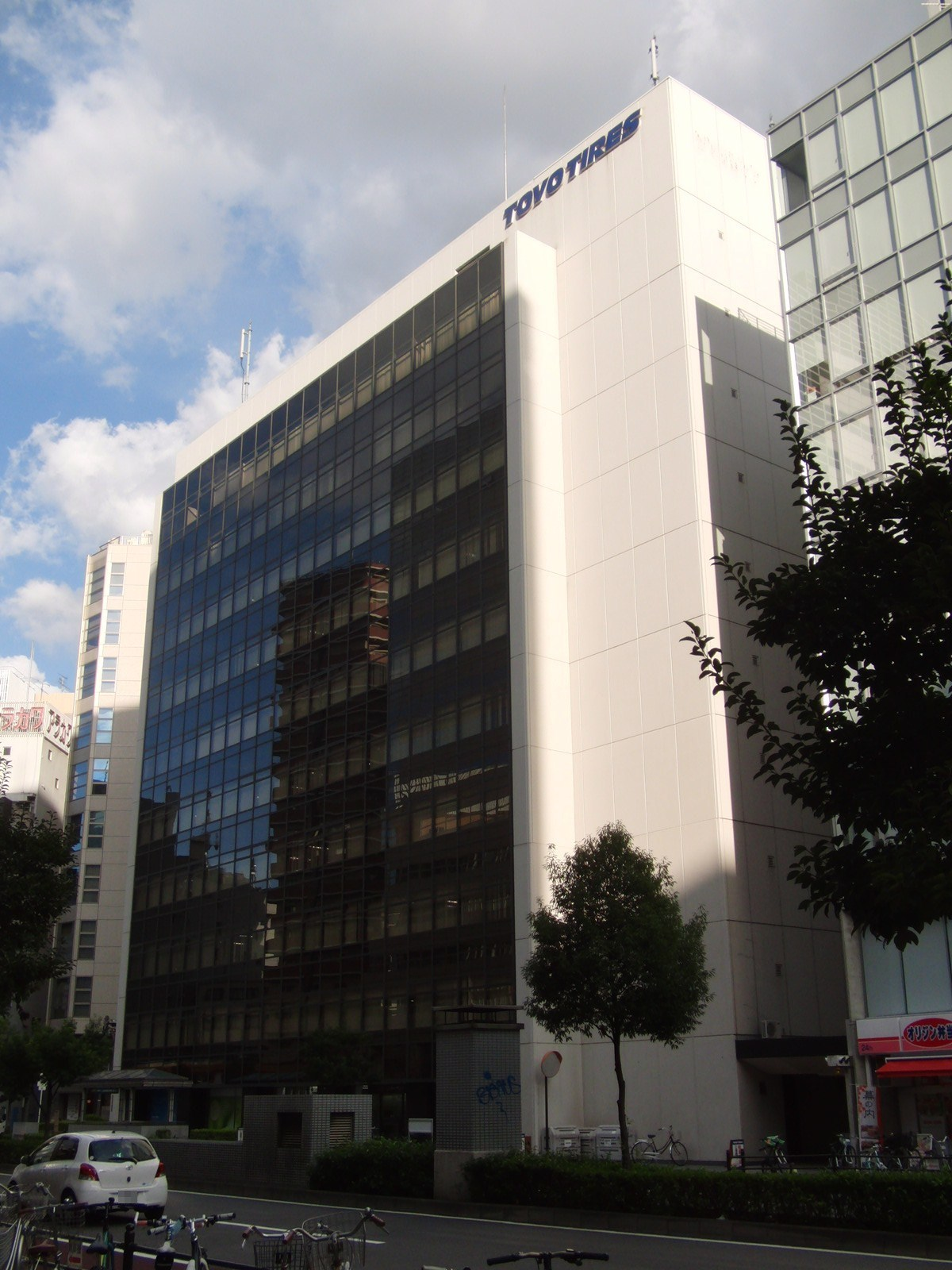
ساختمان دفتر مرکزی تویو تایر

تویو تایر (به انگلیسی: Toyo Tire) شرکت صنعت خودروسازی ژاپنی است، که در زمینه تولید تایر خودرو، کامیون و اتوبوس فعالیت می‌کند.
شرکت تویو تایر در سال ۱۹۴۵ راه‌اندازی شد. این شرکت هم‌اکنون (۲۰۱۳) نهمین تولیدکننده تایرهای اتومبیل در جهان می‌باشد.
دفتر مرکزی این شرکت در شهر اوساکا قرار دارد و سهام آن در بازارهای بورس اوساکا و بورس توکیو معامله می‌شود.